# Vasanello
Vasanello – miejscowość i gmina we Włoszech, w regionie Lacjum, w prowincji Viterbo.
Według danych na rok 2004 gminę zamieszkiwało 3881 osób, 138,6 os./km².

## Miasta partnerskie
- Åsnes
- Dschang